# Guelfo V
Guelfo V (Burg Peiting, 1073 – Kaufering, 24 settembre 1120) fu duca di Baviera dal 1101 al 1120 come Guelfo II di Baviera.

## Biografia
Guelfo V era il figlio maggiore di Guelfo IV d'Este (noto anche come Guelfo I) e di Giuditta delle Fiandre.
Nel 1089 sposò Matilde di Canossa, che era più anziana di 26 anni. Questo matrimonio fu voluto dal padre per rafforzare la posizione della famiglia nella lotta per le investiture. Durante la campagna militare in Italia dell'imperatore Enrico IV, Matilde e Guelfo combatterono contro l'imperatore.
Quando Guelfo scoprì che Matilde, prima del loro matrimonio, aveva lasciato già tutti i propri territori alla Chiesa, la abbandonò nel 1095. Da quel momento, insieme al padre, appoggiò l'imperatore Enrico IV, probabilmente a seguito della promessa di succedere al padre come duca di Baviera, cosa che avvenne infatti nel 1101 alla morte del padre. Continuò la propria alleanza con l'imperatore e morì senza risposarsi e senza avere eredi. Alla sua morte gli successe il fratello Enrico come duca di Baviera.

## Ascendenza
|                         |                       |                          | Genitori                     |  |  | Nonni |  |  | Bisnonni       |  |  | Trisnonni |  |
|                         |                       |                          |                              |  |  |       |  |  | Alberto Azzo I |  |  | Oberto II |  |
|                         |                       |                          |                              |  |  |       |  |  | Alberto Azzo I |  |  | Oberto II |  |
|                         |                       | Railenda                 |                              |  |  |       |  |  | Alberto Azzo I |  |  |           |  |
| Alberto Azzo II d'Este  |                       |                          |                              |  |  |       |  |  | Alberto Azzo I |  |  |           |  |
|                         |                       | Adelaide                 | Bosone I conte di Sabbioneta |  |  |       |  |  |                |  |  |           |  |
|                         |                       | Adelaide                 | Bosone I conte di Sabbioneta |  |  |       |  |  |                |  |  |           |  |
|                         |                       | Adelaide                 | …                            |  |  |       |  |  |                |  |  |           |  |
| Guelfo IV d'Este        |                       | Adelaide                 |                              |  |  |       |  |  |                |  |  |           |  |
|                         |                       | Guelfo III di Altdorf    | Rodolfo II di Altdorf        |  |  |       |  |  |                |  |  |           |  |
|                         |                       | Guelfo III di Altdorf    | Rodolfo II di Altdorf        |  |  |       |  |  |                |  |  |           |  |
|                         |                       | Guelfo III di Altdorf    | Ita di Öhningen              |  |  |       |  |  |                |  |  |           |  |
| Cunegonda di Altdorf    |                       | Guelfo III di Altdorf    |                              |  |  |       |  |  |                |  |  |           |  |
|                         |                       | Imiza di Lussemburgo     | Federico di Lussemburgo      |  |  |       |  |  |                |  |  |           |  |
|                         |                       | Imiza di Lussemburgo     | Federico di Lussemburgo      |  |  |       |  |  |                |  |  |           |  |
|                         |                       | Imiza di Lussemburgo     | …                            |  |  |       |  |  |                |  |  |           |  |
| Guelfo II di Baviera    |                       | Imiza di Lussemburgo     |                              |  |  |       |  |  |                |  |  |           |  |
|                         | Arnolfo II di Fiandra | Baldovino III di Fiandra |                              |  |  |       |  |  |                |  |  |           |  |
|                         | Arnolfo II di Fiandra | Baldovino III di Fiandra |                              |  |  |       |  |  |                |  |  |           |  |
|                         | Arnolfo II di Fiandra | Matilde di Sassonia      |                              |  |  |       |  |  |                |  |  |           |  |
| Baldovino IV di Fiandra | Arnolfo II di Fiandra |                          |                              |  |  |       |  |  |                |  |  |           |  |
|                         |                       | Rozala d'Ivrea           | Berengario II d'Ivrea        |  |  |       |  |  |                |  |  |           |  |
|                         |                       | Rozala d'Ivrea           | Berengario II d'Ivrea        |  |  |       |  |  |                |  |  |           |  |
|                         |                       | Rozala d'Ivrea           | Willa III d'Arles            |  |  |       |  |  |                |  |  |           |  |
| Giuditta di Fiandra     |                       | Rozala d'Ivrea           |                              |  |  |       |  |  |                |  |  |           |  |
|                         |                       | Riccardo II di Normandia | Riccardo I di Normandia      |  |  |       |  |  |                |  |  |           |  |
|                         |                       | Riccardo II di Normandia | Riccardo I di Normandia      |  |  |       |  |  |                |  |  |           |  |
|                         |                       | Riccardo II di Normandia | Gunnora di Normandia         |  |  |       |  |  |                |  |  |           |  |
| Eleonora di Normandia   |                       | Riccardo II di Normandia |                              |  |  |       |  |  |                |  |  |           |  |
|                         |                       | Giuditta di Bretagna     | Conan I di Bretagna          |  |  |       |  |  |                |  |  |           |  |
|                         |                       | Giuditta di Bretagna     | Conan I di Bretagna          |  |  |       |  |  |                |  |  |           |  |
|                         |                       | Giuditta di Bretagna     | Ermengarda d'Angiò           |  |  |       |  |  |                |  |  |           |  |
|                         |                       | Giuditta di Bretagna     |                              |  |  |       |  |  |                |  |  |           |  |